# Новое Ратово
Новое Ратово — деревня в Муромском районе Владимирской области России, входит в состав Ковардицкого сельского поселения. 

## География
Деревня расположена в 17 км на юг от центра поселения села Ковардицы и в 13 км на юго-запад от Мурома.

## История
В конце XIX — начале XX века деревня входила в состав Тургеневской волости Меленковского уезда, с 1926 года — в составе Усадской волости Муромского уезда. В 1859 году в деревне числилось 14 дворов, в 1905 году — 34 двора, в 1926 году — 52 двора.
С 1929 года деревня являлась центром Ново-Ратовского сельсовета Муромского района, с 1940 года — в составе Кривицкого сельсовета, с 1954 года — в составе Подболотского сельсовета, с 2005 года — в составе Ковардицкого сельского поселения. 

## Население
| 1859 | 1905 | 1926 | 2002 | 2010 | 2012 | 2021 |
| ---- | ---- | ---- | ---- | ---- | ---- | ---- |
| 112  | ↗207 | ↗267 | ↘48  | ↘26  | ↗46  | ↗73  |